# Грохот з місцевими вібраціями сита

Грохот з місцевими вібраціями сита — є плоским похилим грохотом з нерухомим коробом. Ткане сито жорстко закріплюється по усьому периметру і одержує примусові коливання у декількох точках посередині.
До сита прикріплені штоки електромагнітних віброзбуджувачів, які встановлені на поперечних балках грохота.
Грохоти цього типу застосовуються для розсіву тонких і особливо тонких матеріалів (наприклад, калійних солей).